# Stadiumx
Stadiumx es un dúo húngaro de música electrónica compuesto por los productores David Nagy (David) y Zsolt Milichovszki (Sullivan), pertenecientes al sello discográfico Protocol Recordings. Fueron conocidos como importantes productores en la escena del progressive house con sus éxitos como "Howl At The Moon", y por sus collaboraciones con el productor holandés Nicky Romero "Harmony" en 2015 y "Rise" en 2018.

## Biografía
El dúo se reunió inicialmente en un taller de productores en 2005, Sullivan ya estaba en otro grupo llamado "Muzzaik" con Danny por más de una década y bastante conocido con su éxito "Let's Go", un lanzamiento de Muzzaik & Dave Martin. Stadiumx se hizo famoso con su éxito internacional "Howl at the Moon", con Taylr Renee publicado en Protocol Recordings en 2014. La pista se estrenó cuando Nicky Romero la toco en su "Nicky Romero & Friends Protocol Recordings ADE Label Night". Además, el tema recibió 3 Remixes, también lanzados en Protocol Recordings, de D.O.D, Frontload y Aftershock. Esta canción, además logró entrar en la lista de éxitos de Bélgica, en el Puesto N°33, y obtuvo una certificación de Platino en los Países Bajos. Produjeron con David Guetta la canción "Goodbye Friend" para su álbum Listen.
También han remezclado varias canciones en el último tiempo, incluyendo artistas como Sultan + Ned Shepard, David Guetta, Paul Oakenfold y Robbie Rivera.

## Discografía

### Sencillos
2021
- 7 Days (con Teamworx) [Protocol Recordings]
- Piece Of My Mind (con Maone & Lucas Max) [Sub Religion Records]
- Remember (con Timmo Hendricks & Robbie Rosen) [Protocol Recordings]
- I Wanna Let Go (con KPLR & Clara Sofie) [HEXAGON]

2020
- Free Spirit [Heartfeldt Records]
- Illusions (feat. Lena Leon) [Future House Music]
- Illusions (VIP MIX) [Future House Music]
- Losing My Mind [Sub Religion Records]
- Be Yourself [Sub Religion Records]
- Be Mine (con Sam Martin) [Sub Religion Records]
- Sweet Harmony (con Lux) [HEXAGON][3]
- Sweet Calling (con RØYAL) [Future House Music]
- Lay Low (Stadiumx Edit) [Sub Religion Records]
- In My Arms (con Pharien) [HEXAGON]

2019
- We Are Life (con Sebastian Wibe feat. Mingue) [Future House Music][4]
- Where Are You Now [Protocol Recordings][5]
- Touch My Soul [Hysteria Records][6]
- Getting Late (feat. Bishøp) [Generation Hex][7]
- Love You Forever (con Nicky Romero feat. Sam Martin) [Protocol Recordings][8]
- Overload (con Mingue) [Enhanced Music][9]

2018
- Want You [Sprs][10]
- Rise (con Nicky Romero feat. Matluck) [Protocol Recordings][11]
- Do It Again (with Metrush featuring BISHØP) [Hexagon][12]
- Legend [Doorn]
- Thinking Of You [Sprs]
- Dangerous Vibes (con Going Deeper & MC Flipside) [Protocol Recordings]

2017
- It's Not Right But It's Okay [Hexagon]
- Spacebird (con Metrush) [Future House Music]
- Those Were The Days (feat. Marc Scibilia) [BMG Rights Management GmbH]
- The Fall (feat. Bishop) [Hexagon]
- Last Night A D.J. Saved My Life (con Muzzaik) [Sprs]
- I Feel It All (con Dzasko) [Protocol Recordings]

2016
- MASS (con Metrush) [Moon Records]
- Deeper (con Syskey) [Big Beat Records]
- Another Life - Official Balaton Sound 2016 Anthem (con Baha & Markquis feat. Delaney Jane) [Armada Zouk]
- So Much Love (con Muzzaik) [Sprs]
- Mombasa [TurnItUp Muzik]

2015
- Harmony (con Nicky Romero) [Protocol Recordings]
- Glare (con Metrush) [TurnItUp Muzik]
- Time Is On Your Side (con Dzasko feat. Delaney Jane) [Armada Music]
- Wonderland (feat. Angelika Vee) [TurnItUp Muzik]

2014
- Ghost (con Tom Swoon feat. Rico & Miella) [Protocol Recordings]
- Rollerkraft (con Muzzaik) [Onelove Records]
- Howl At The Moon (con Taylr Renee) [Protocol Recordings]

### Remixes
- 2013: Icona Pop - Girlfriend (Muzzaik & Stadiumx Remix)
- 2013: Paul Oakenfold & Diskfunktion Feat. Spitfire - Beautiful World (Stadiumx Remix)
- 2013: Manufactured Superstars Feat. Danni Rouge – Like Satelites (Stadiumx Remix)
- 2014: Sultan + Ned Shepard Feat. Zella Day & Sam Martin – All These Roads (Stadiumx Remix)
- 2014: Matrix & Futurebound Feat. Tanya Lacey – Don't Look Back (Stadiumx Remix)
- 2014: Wilkinson Feat. Tom Cane – Half Light (Stadiumx Remix)
- 2014: David Guetta Feat. Sam Martin – Lovers On The Sun (Stadiumx Remix)
- 2014: Robbie Rivera Feat. Lizzie Curious – My Heart (Stadiumx Remix)
- 2014: Cash Cash - Surrender (Stadiumx Remix)
- 2015: Gareth Emery Feat. Gavin Beach - Eye Of The Storm (Stadiumx Remix)
- 2015: Wess & Aleksandar Galoski - Lyon (Stadiumx Re-Edit)
- 2015: Robin Schulz Feat. Francesco Yates - Sugar (Stadiumx Remix)
- 2016: Moguai feat. Tom Cane - You'll See Me (Stadiumx Remix)
- 2016: Sam Feldt & Deepend feat. Temmu - Runaways (Muzzaik & Stadiumx Remix)
- 2017: Oliver Moldan feat. Jasmine Ash - High & Low (Stadiumx Remix)
- 2017: Robin Schulz feat. James Blunt - OK (Stadiumx Remix)
- 2017: Toni Braxton - Coping (Stadiumx Remix)
- 2017: Robin Schulz feat. Marc Scibilia - Unforgettable (Stadiumx Remix)
- 2018: Clean Bandit feat. Julia Michaels - I Miss You (Stadiumx Remix)
- 2018: Frank Walker - Footprints (Stadiumx Remix)
- 2019: Deepend & Joe Killington - Could Be Love (Stadiumx Remix)[13]
- 2019: Gryffin feat. Elley Duhé  - Tie Me Down (Stadiumx Remix)[14]
- 2019: Lost Frequencies feat. The NGHBRS - Like I Love You (Stadiumx Remix)[15]
- 2019: Dada Life - One Nation Under Lasers (Stadiumx Remix)
- 2019: Nicky Romero & David Guetta - Ring the Alarm (Stadiumx Remix)[16]
- 2020: Stadiumx & Sam Martin - Be Mine (Stadiumx & Metrush Remix)
- 2020: LAKSHMI & Tim Van Werd - Wars (Stadiumx Remix)
- 2020: Metrush & GSPR - Somebody (Stadiumx Remix)
- 2020: Paul Oakenfold, Eve, Baby E - What's Your Love Like (Stadiumx Remix)
- 2021: Dash Berlin feat. Jordan Grace - No Regrets (Stadiumx Remix)
- 2021: Morgan Page & VIVID - Fade Away (Stadiumx Remix)
- 2021: Youngr - Superman (Stadiumx Remix)

## Coproducciones
- David Guetta presentando The Script - Goodbye Friend [What A Music]